# Darío Flores
Darío Antonio Flores Bistolfi (Montevideo, Uruguay, 6 de febrero de 1984) es un futbolista uruguayo. Juega de defensa.

## Biografía
Darío Flores actúa como defensa central, aunque a veces es utilizado como centrocampista realizando labores defensivas.
Empezó su carrera profesional en el Club Atlético River Plate. En 2004 ayuda al equipo a ascender a la Primera División Profesional de Uruguay. Luego jugó en el Club Atlético Peñarol y en el Montevideo Wanderers, para regresar en 2008 al Club Atlético River Plate.
En enero de 2009 firmó contrato con el club CFR Cluj de Rumania. Este equipo tuvo que pagar 600.000 euros para poder ficharlo. Debutó en la Liga I el 13 de marzo en un partido contra el Rapid de Bucarest (0-0).
En 2010, regresó a Uruguay para defender los colores de Racing Club de Montevideo y en junio de 2011, parte al Palestino de la Primera División de Chile, donde jugará con los árabes el Torneo de Clausura y la Copa Chile. 
En julio de 2017, se unió al plantel de Mineros de Venezuela. 

### Relaciones familiares
Darío Flores es hermano del también futbolista, Robert Flores, jugador del Club Atlético River Plate de Uruguay.

## Selección nacional
Ha sido internacional con la Selección de fútbol de Uruguay en 1 ocasión sin anotar goles.

## Clubes
| Club                      | País      | Año         |
| ------------------------- | --------- | ----------- |
| River Plate               | Uruguay   | 2004 - 2005 |
| Peñarol                   | Uruguay   | 2006 - 2007 |
| Montevideo Wanderers      | Uruguay   | 2007        |
| River Plate               | Uruguay   | 2008        |
| CFR Cluj                  | Rumania   | 2009        |
| Racing Club de Montevideo | Uruguay   | 2010 - 2011 |
| Palestino                 | Chile     | 2011 - 2012 |
| Rampla Juniors            | Uruguay   | 2012        |
| Cerro Largo               | Uruguay   | 2013        |
| Juventud                  | Uruguay   | 2013        |
| Perugia Calcio            | Italia    | 2013 - 2014 |
| FC Matera                 | Italia    | 2014 - 2015 |
| River Plate               | Uruguay   | 2015 - 2016 |
| Municipal                 | Guatemala | 2016 - 2017 |
| C A Cerro                 | Uruguay   | 2017        |
| Pontevedra                | España    | 2018        |
| Boston River              | Uruguay   | 2019        |

### Palmarés
| Título          | Club     | País    | Año     |
| --------------- | -------- | ------- | ------- |
| Copa de Rumania | CFR Cluj | Rumania | 2008-09 |